# Nonomura Ninsei
Nonomura Ninsei (jap. 野々村 仁清) (właściwie: Nonomura Seiemon) (fl ok. 1648–ok. 1690) – japoński ceramik okresu Edo.

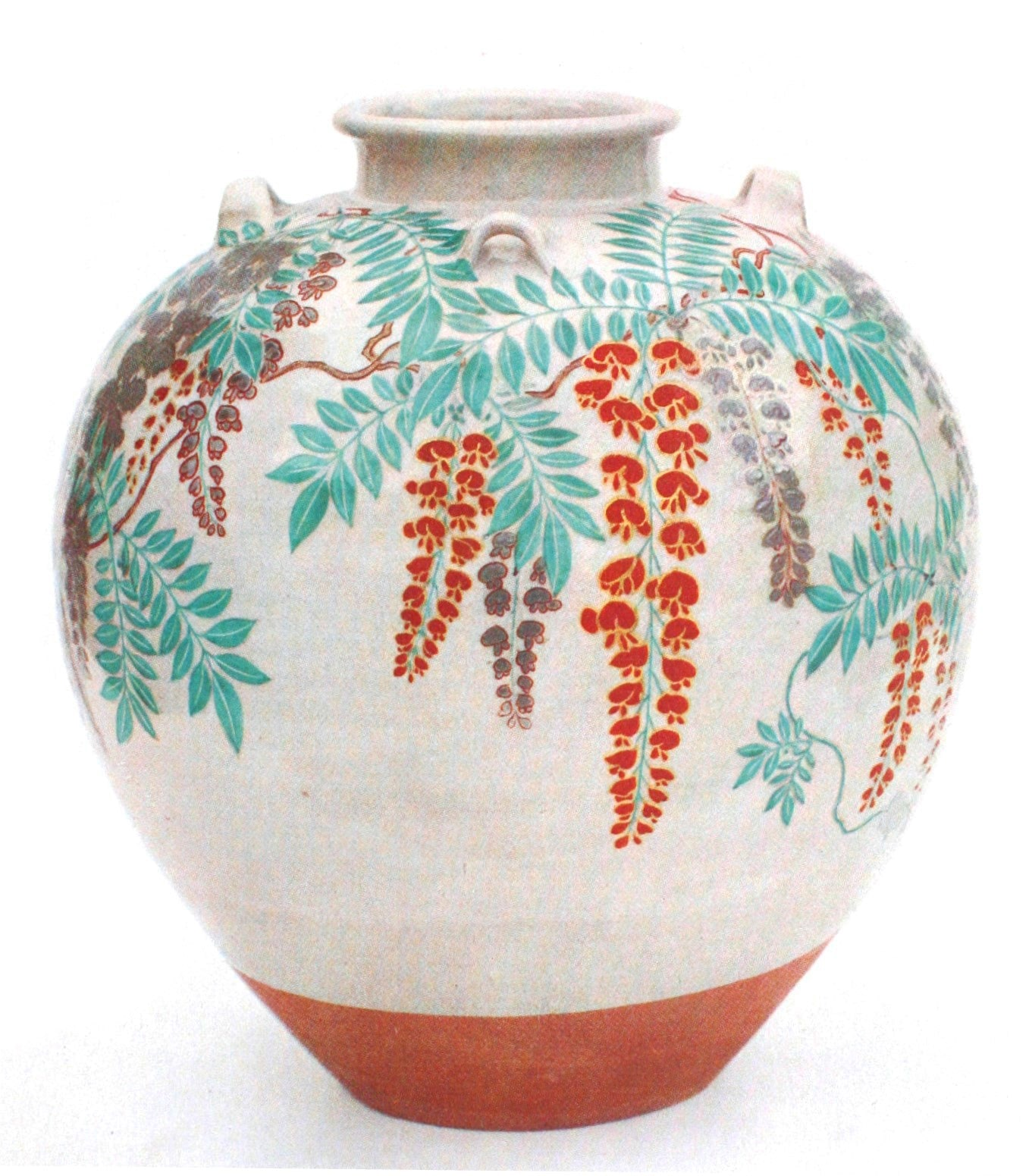
Dzban na liście herbaty (chatsubo) z dekoracją z glicynią. Skarb Narodowy Japonii. Muzeum Sztuki MOA

Miał urodzić się w wiosce Nonomura w rejonie Tamba, gdzie opanował technikę produkcji dużych naczyń. Według Ogaty Kenzana pobierał nauki również w Seto. W 1648 pracował w warsztacie, który pozwolono mu założyć nieopodal świątyni Ninna-ji w Kioto – to z połączenia „nin” z Ninna-ji z pierwszą sylabą jego imienia, „Seiemon”, narodził się przydomek „Ninsei”. Ninsei posiadał wyjątkowe umiejętności techniczne, jednak sukces jaki odniosła jego ceramika dużo zawdzięcza mistrzowi ceremonii picia herbaty Kanamori Sōwa (zm. 1657), którego imię było związane z jego warsztatem od momentu jego powstania. Pod wpływem Sōwy Ninsei wprowadził szereg nowych kształtów i szkliw do naczyń stosowanych w ceremonii picia herbaty. Już w 1655 Ninsei demonstrował swoje umiejętności przed emerytowanym cesarzem Go-Mizunoo. Po śmierci Sōwy w dziełach Ninsei nacisk przesunął się z prostego kontrastu szkliw na malowaną dekorację, w szczególności wykonywaną w nowej technologii naszkliwnej emalii. W przeciwieństwie do porcelany Arita, którą dekorowano wzorami wywodzącymi się z Chin, dekoratorzy Ninsei malowali autentycznie japońskie motywy, używając śmiałych lecz eleganckich zestawień kolorów na posiadającej delikatniejszą teksturę i cieplejszą kolorystykę polerowanej kamionce. To przedmioty przeznaczone do publicznego wystawiania, takie jak duże dzbany do przechowywania herbaty (chatsubo) i kadzielnice, a nie naczynia przeznaczone bezpośrednio do używania w ceremonii picia herbaty, stały się głównym przedmiotem produkcji Ninsei.
W latach 70. warsztat Ninsei cieszył się ogólnonarodową reputacją i w 1678 miał składać się z siedmiu pieców. Niemniej w latach 90., kiedy przejęli go po nim jego synowie, szybko popadł w kłopoty finansowe. W 1699 Ogata Kenzan, który był najzdolniejszym uczniem Ninsei, kupił jego księgę receptur i zatrudnił w swoim piecu jego syna. Po tym roku warsztat Ninsei przestaje pojawiać się w źródłach, jednak jego ceramika była nadal naśladowana przez rzemieślników z Kioto. Obok Ogaty Kenzana i Aoki Mokubei (zm. 1833) Ninsei jest tradycyjnie uznawany za jednego z trzech największych ceramików Japonii.

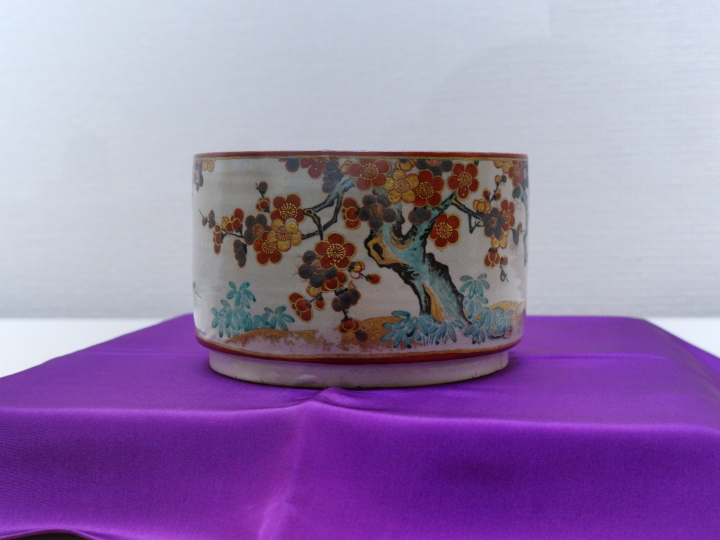
Pojemnik na wodę (mizusashi) używany w ceremonii picia herbaty. Ważny zabytek kultury Japonii(inne języki). Muzeum Sztuki Prefektury Ishikawa
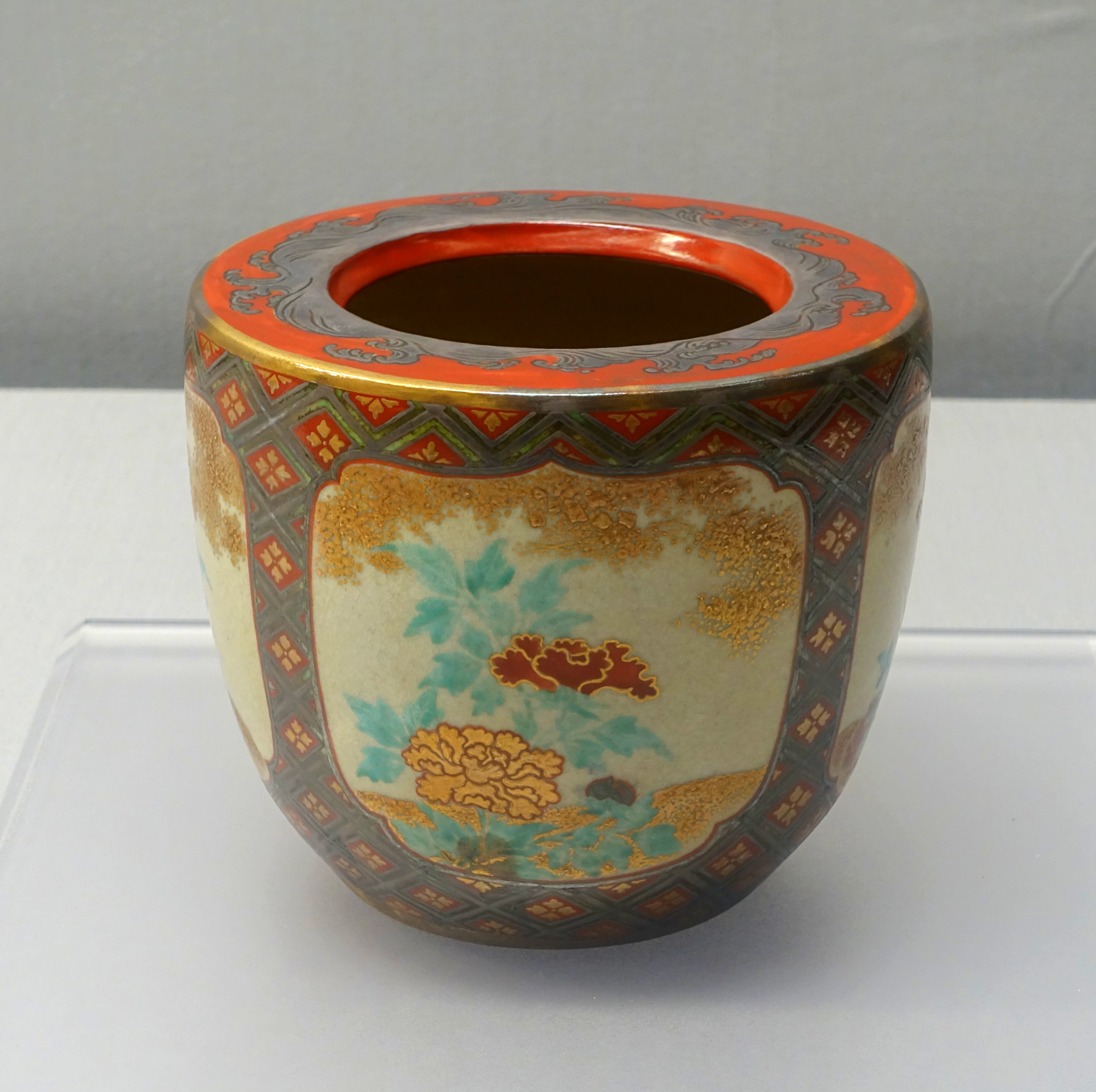
Pojemnik na wodę używany w ceremonii picia herbaty. Ważny zabytek kultury Japonii. Muzeum Narodowe w Tokio
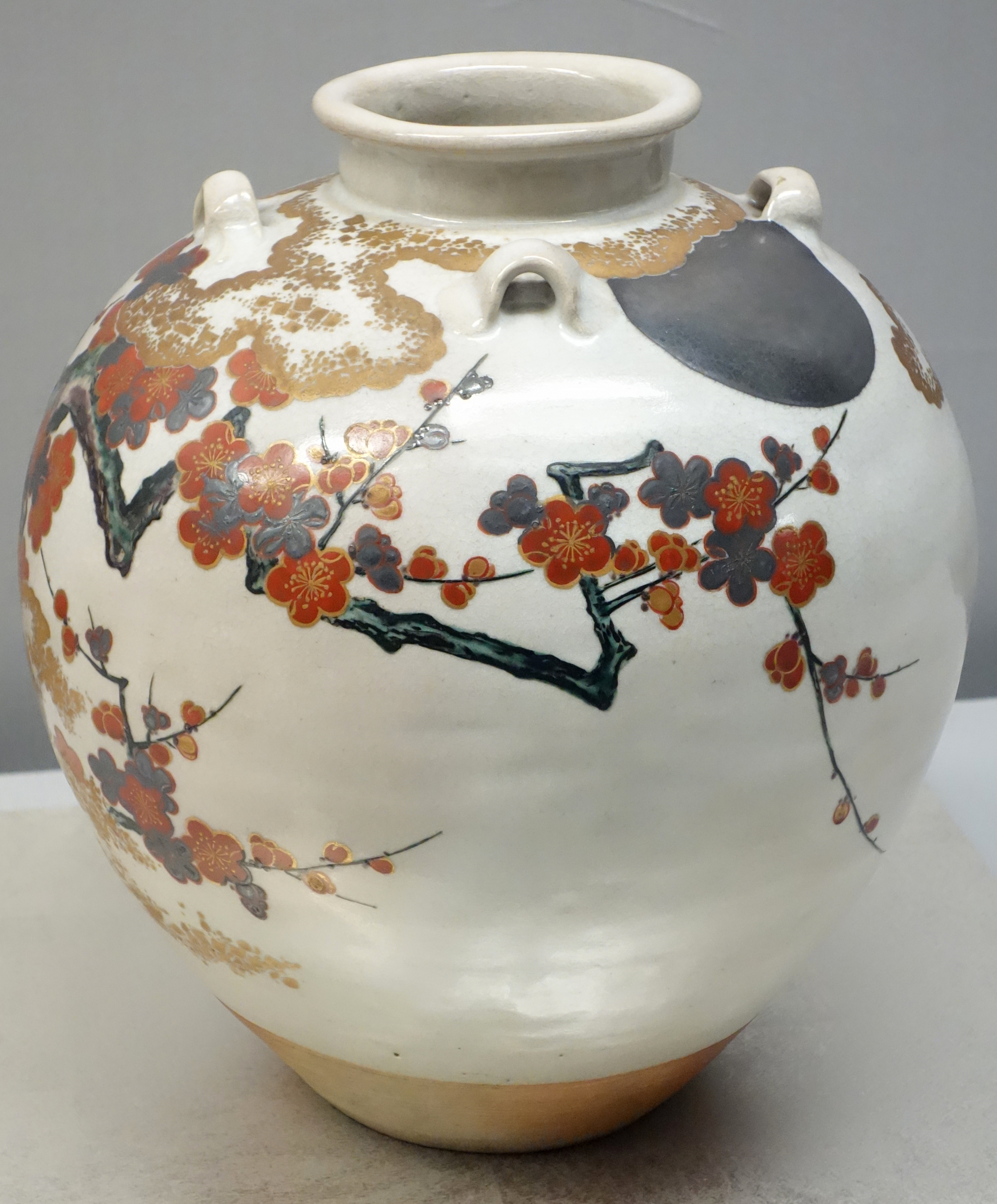
Dzban na liście herbaty z dekoracją z kwiatem śliwy i księżycem. Ważny zabytek kultury Japonii. Muzeum Narodowe w Tokio
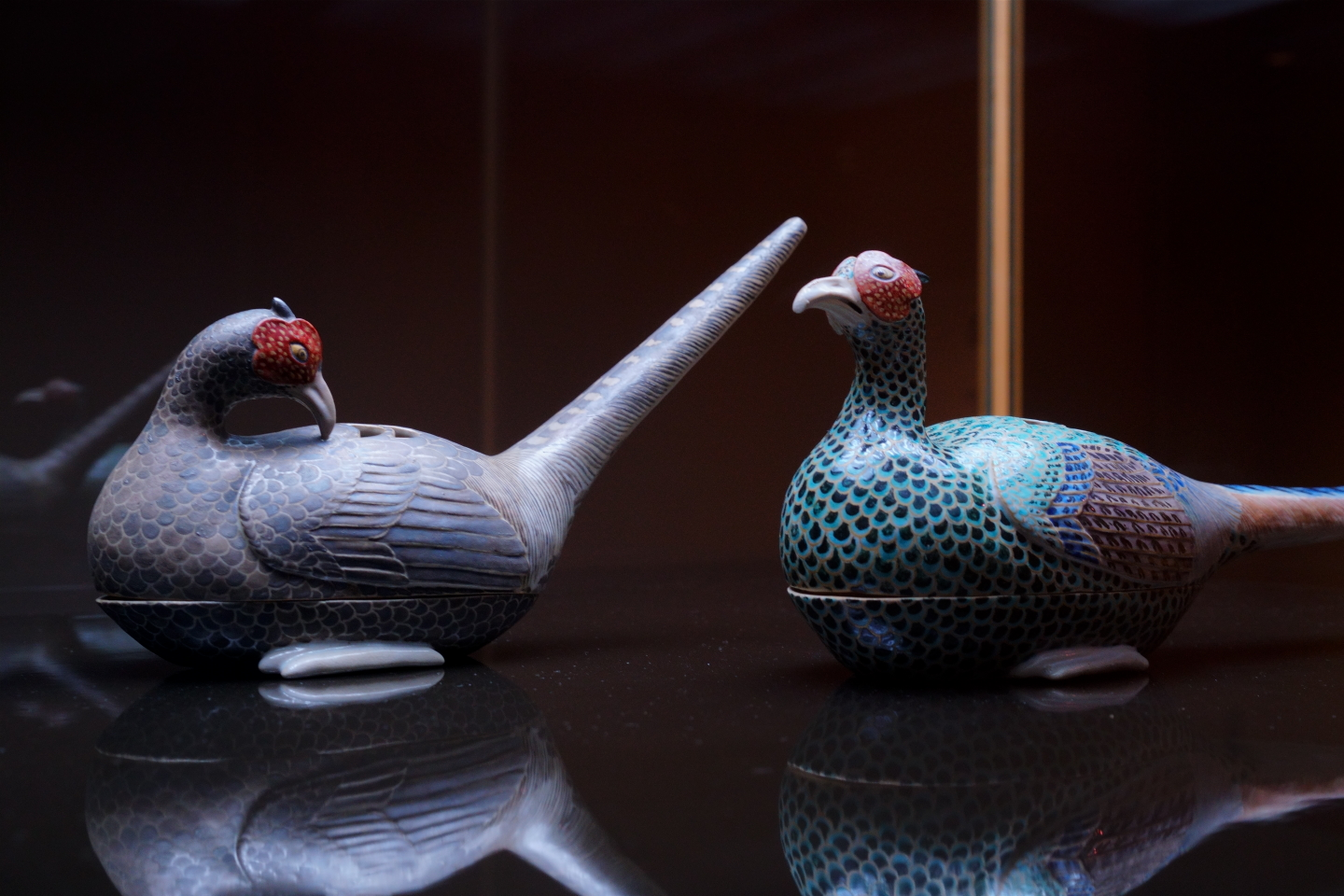
Kadzielnice w kształcie bażantów dekorowane naszkliwnymi emaliami. Skarb Narodowy Japonii. Muzeum Sztuki Prefektury Ishikawa